# Лате
Лáте (англізований та скорочений варіант від італ. caffè latte [kaffellatte] — «кава з молоком») — кавовий напій родом з Італії, що складається з молока (італ. latte) і кави еспресо.
Існують варіанти напою, до складу якого замість кави входять чай, мате або матча.

## Приготування
В Італії лате готують у домашніх умовах і подають на сніданок. Для приготування лате використовують мокко й чашку підігрітого молока.
За межами Італії лате зазвичай готують із порції еспресо, яку заливають гарячим спіненим молоком (t = 60–70° С). Співвідношення еспресо, молока та молочної піни в такого напою 1:2:1 відповідно.

## Сервування
- У низці закладів лате подають у скляному келиху на серветці.
- Часто лате прикрашають різноманітними малюнками зі спіненого молока. Мистецтво створення малюнка на лате та капучино називають Лате-арт.

## Відмінності від схожих напоїв

### Лате та лате-мак'ято
Кава лате схожа за назвою з напоєм лате-мак'ято. Основна відмінність лате-мак'ято полягає в тому, що при його приготуванні кава додається в молоко (а не молоко в каву, як у лате), тому напій виходить шаруватим: шар молока, шар еспресо, шар спіненого молока.
Лате має сильніший смак кави, лате-мак'ято  — молока.

### Лате та кава з молоком
Рецепт лате схожий із французьким кавовим напоєм «кава з молоком» (фр. Café au lait). Основними відмінностями цих напоїв є спосіб приготування кавової основи та сервування:
- В Європі кава з молоком може бути приготована як на основі еспресо, так і на основі американо, тоді як лате готують лише на основі еспресо.
- У Північній Америці каву з молоком готують на основі чорної кави (приготованої крапельним способом або у френч-пресі), що відрізняє її від приготованого на основі еспресо лате.

Лате-мак'ято зазвичай подають у високому келиху, тоді як каву з молоком та звичайний лате — у керамічній чашці або чаші.

### Лате та капучино
Порцію лате, так само як і капучино, подають у чашці, на відміну від лате-мак'ято, що зазвичай подають у скляному келиху. Неправильно вважати, що основна відмінність капучино та лате — це об‘єм, бо насправді це пропорції. Лате складається з еспресо та збитого парою молока у відношенні 1:3-5, та тоненького шару молочної піни, на якій може бути лате-арт. Капучино традиційно роблять з еспресо, однакових частин збитого молока та молочної піни (відповідні пропорції можуть бути як 1:1:1 так і 1:3:3). Критерієм якості приготування молочної піни для капучино є її реакція на покладену зверху чайну ложку цукрового піску: якщо піна під його вагою опадає, то вона приготована неправильно. Тож лате — м'якший за капучино напій, завдяки більшому вмісту молока.

## Деякі місцеві різновиди
- У Південній Африці готують «червоне лате» з ройбуша.